# Nova Vida (partido político)
Nova Vida (em ucraniano:НОВЕ ЖИТТЯ) é um partido político da Ucrânia.

## História
O Nova Vida foi criado em 17 de abril de 2010, no seu primeiro congresso, sob o nome inicial de "Liberdade" (em ucraniano: ВОЛЯ ). A mudança para a sua nomenclatura atual ocorreu na data de 5 de outubro de 2010. O Ministério da Justiça Ucraniana registrou este partido em março de 2011. Seu presidente é Ihor Fedorenko (nascido em 1974).

### Participações nas eleições
O partido não participou das eleições parlamentares na Ucrânia, realizadas em 2012.
O Nova Vida ganhou três assentos no Conselho da Cidade de Kiev, nas eleições de 2014. Nos pleitos para prefeitos realizados simultaneamente, a candidata Lesya Orobets terminou em segundo lugar, com um total de 8,46% dos votos (o vencedor foi Vitali Klitschko, obtendo quase 57% dos votos). Na época, Orobets era membro do Parlamento Ucraniano, tendo sido eleita durante o pleito parlamentar de 2012 pelo partido de Batkivshchyna.
Nas eleições de 2015, tendo obtido menos de 2% dos votos, o partido perdeu os seus lugares do Concelho da Cidade de Kiev.

## Ligação externa
- Site oficial do partido (em ucraniano)